# مونتولیو دو سگارا
مونتولیو دو سگارا (به اسپانیایی: Montolíu de Cervera) یک منطقهٔ مسکونی در اسپانیا است که در سگرا واقع شده‌است. مونتولیو دو سگارا ۲۹٫۵ کیلومتر مربع مساحت دارد.